# Sphingonotus callosus
Sphingonotus callosus är en insektsart som först beskrevs av Franz Xaver Fieber 1853.  Sphingonotus callosus ingår i släktet Sphingonotus och familjen gräshoppor. Inga underarter finns listade i Catalogue of Life.